# Session fédérale des jeunes
La session fédérale des jeunes est un évènement annuel suisse qui reproduit le fonctionnement du Conseil national. À cette occasion, 200 jeunes venant des 26 cantons suisses se retrouvent à Berne pendant quatre jours, afin de discuter de thèmes actuels concernant tous les domaines.

## Histoire

### Fondation
La session fédérale des jeunes est née en 1991, sous l’impulsion du conseiller national Roland Wiederkehr, à l'occasion des 700 ans de la Confédération suisse. Destinée à rester un événement unique, elle est reconduite en 1993.

### Expansion
En 1997, elle change de forme et prend place dans six villes de Suisse. En 2000, face au faible impact rencontré par leurs revendications, les jeunes décident de créer leur propre organe de lobbyisme, le Forum.

## Déroulement
La Session des jeunes se déroule sur quatre jours (du jeudi au dimanche). Le jeudi matin, les 200 participants arrivent à la gare de Berne et rejoignent ensuite leur groupe pour discuter de leur thème. Ils rédigent le deuxième jour leur revendication et en choisissent la forme (pétition, déclaration ou projet). Le samedi matin, se tient l'ouverture du plénum, dans la salle du Conseil National. L'après-midi est consacrée à rédiger les amendements. Le plénum prend place la totalité de la journée du dimanche dans la salle du Conseil National.

### Plénum
Le plénum a lieu le dimanche de 9 h 0 à 17 h 0. Les propositions sont abordées les unes après les autres. Deux membres du groupe ayant rédigé la proposition vont la présenter pendant deux minutes devant les 198 autres jeunes de l'assemblée. Il y a ensuite un débat sur le fond. Puis les personnes ayant rédigé un amendement sur la proposition vont défendre leur amendement pendant une minute. Ensuite il y a un débat sur les amendements. Après cela, les amendements sont votés puis le texte (amendé ou non) est soumis à l'approbation de la session des jeunes. La majorité relative suffit. À la fin du plénum, les textes acceptés sont remis au président du Conseil national.

## Organisation
C’est sous l’égide du Conseil suisse des activités de jeunesse (CSAJ) qu’est organisée la session des jeunes. Le comité d’organisation, en allemand OK, est constitué d’anciens participants à la Session. Avec l'aide du CSAJ et du Forum, ils organisent chaque année le déroulement de la session. Le Forum est l’organe de lobbyisme de la Session, composé de jeunes qui portent les revendications de leurs confrères au Parlement.